# Борок (Могилёвский район)
Боро́к (бел. Барок) — упраздненная деревня, входившая в состав Семукачского сельсовета Могилёвского района Могилёвской области Белоруссии. Деревня была упразднена в 2010 году.

## Географическое положение
Ближайшие населённые пункты: Новобелица, Малые Белевичи.